# تریپونزو
تریپونزو (انگلیسی: Triponzo) یک روستا و دهستان از شهرستان چرتو دی سپولتو در استان پروجا، اومبریا، در مرکز ایتالیا است. این روستا در ارتفاع ۴۲۰ متری از سطح دریا قرار دارد. در زمان سرشماری در سال ۲۰۰۱، ۴۵ نفر جمعیت داشت.
نام این روستا مطمئناً از لاتین *Tripontium به معنای «سه پل» گرفته شده است که احتمالاً یکی روی هر شاخه از رودخانه‌ها بوده است. اما هیچ پل رومی باقی نمانده است. این مکان به خاطر یک سنگ‌نوشته روم باستان (CIL IX.4541 = ILLRP 1275a) معروف است که بر روی صخره‌ای در نمای بیرونی تونل جاده اس‌اس ۲۰۹، چند صد متر در غرب روستا، حک شده است و ساخت جاده رومی از اسپولتو به نورچا را به دستور سنای روم ثبت می‌کند.
تریپونزو همچنین به خاطر حداقل یک کلیسای قرون وسطایی، سنت کاترینا، و چشمه‌های گوگردی، در حدود ۱٫۵ کیلومتر در شمال شرقی شهر، قابل توجه است که آب آن دارای خواص درمانی در نظر گرفته می‌شود: یک مرکز آبگرم و تأسیسات برق آبی از اواخر قرن بیستم در اینجا در حال ساخت است.
والنرینا (دره رودخانه نرا) معروف در اومبریا با بیش از ۵۰ استحکامات قرون وسطایی با برج‌های دیده‌بانی مشخص می‌شد. در طول سال‌ها، بیشتر برج‌ها به دلیل جنگ و رویدادهای لرزه‌ای از بین رفتند. برج تریپونزو بزرگ‌ترین آنها بود که در محل تلاقی دو دره مهم قرار داشت. این برج که در دهه ۱۳۰۰ ساخته شده بود، در جریان زمین‌لرزهٔ سپتامبر ۱۹۹۷ به شدت آسیب دید. با توجه به اینکه این یکی از معدود سازه‌های باقی مانده بود، مقامات ابراز تمایل کردند که آن را تا حدی بازسازی کنند تا رویدادهای آسیب‌زا از حافظه پاک شود، اما بازسازی برج مستلزم تخریب کامل آن بود و برداشتن قطعات افتاده به معنای خطر غیرقابل قبولی برای کارگران بود. با کمک فناوری مدرن ساختمان، پروژه جدیدی توسط معماران مارتین اشتوبنراوخ، مورنو اورازی و مهندس فابریزیو منگینی ایجاد شد. قطعات افتاده برج تثبیت شدند، نما حفظ شد و یک ستون فقرات فولادی مدرن و عظیم برای حفظ و شناسایی مجدد بنای تاریخی اضافه شد. امروزه این برج با نزدیک شدن به شهر از طریق جاده به چشم می‌خورد. این برج در رویکرد جسورانه خود به بازسازی تاریخی منحصر به فرد است.

تصاویری از تریپونزو
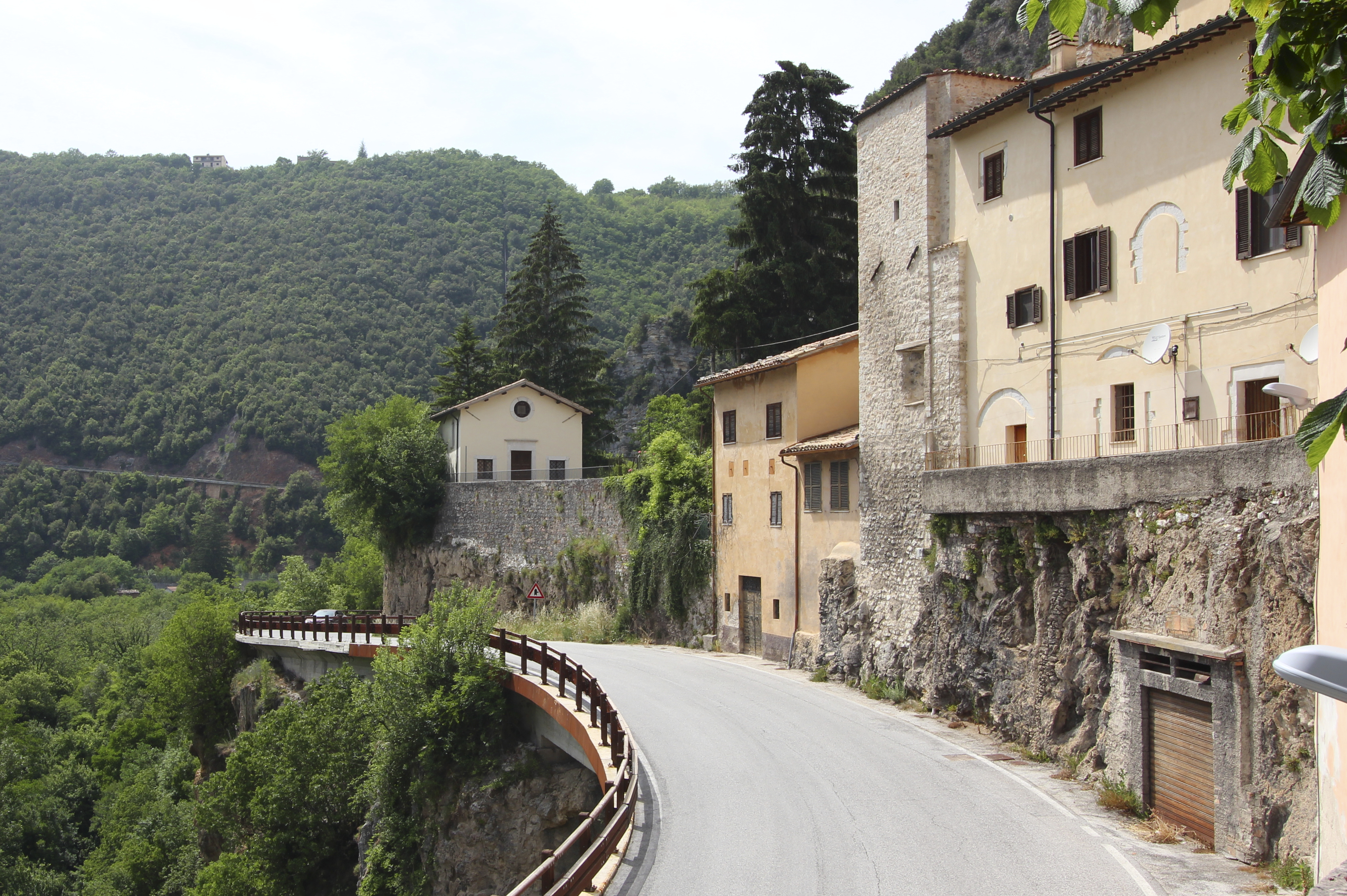
بورگو تریپونزو و جاده به چرتو دی سپولتو
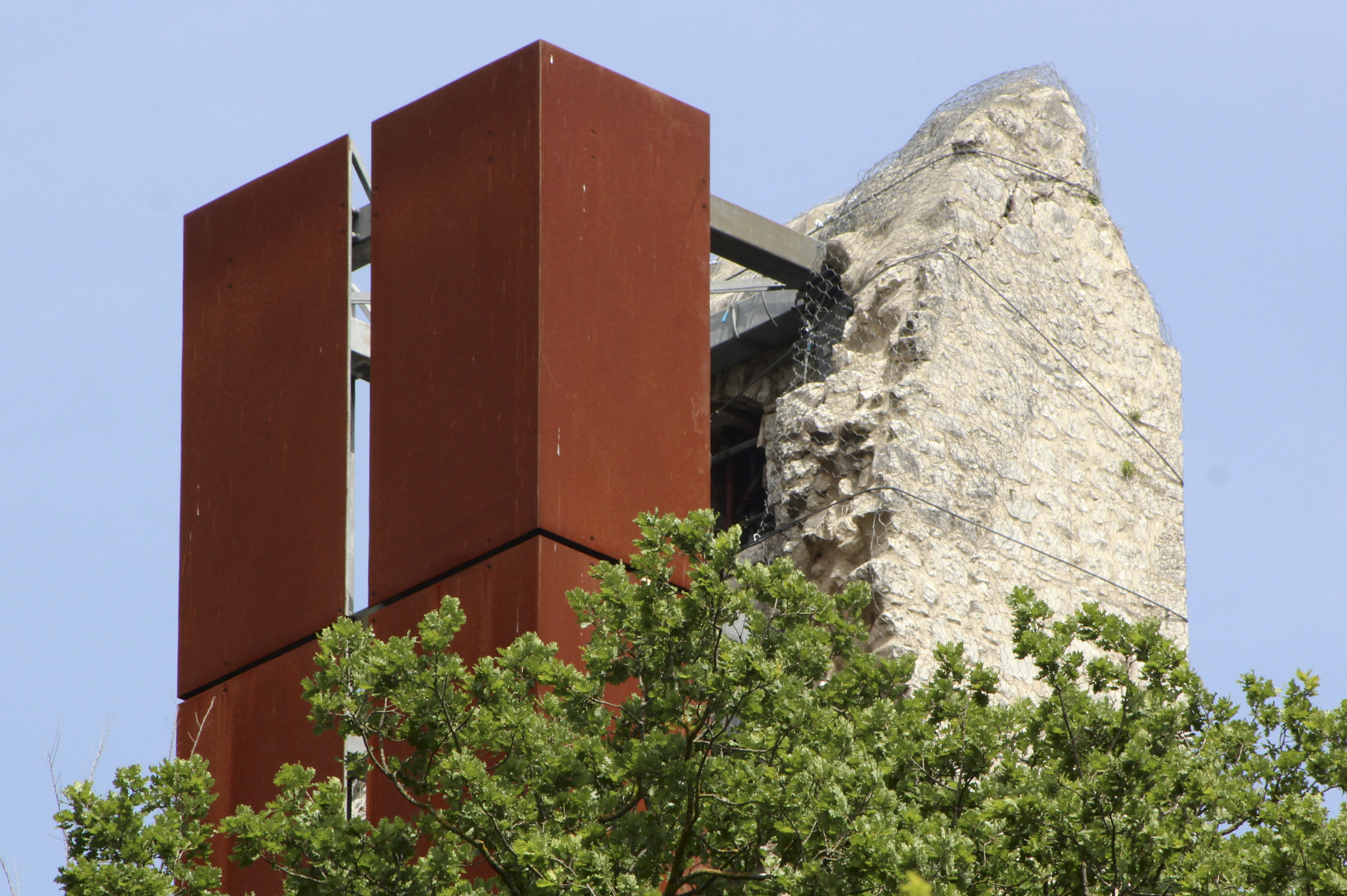
ویرانه قلعه
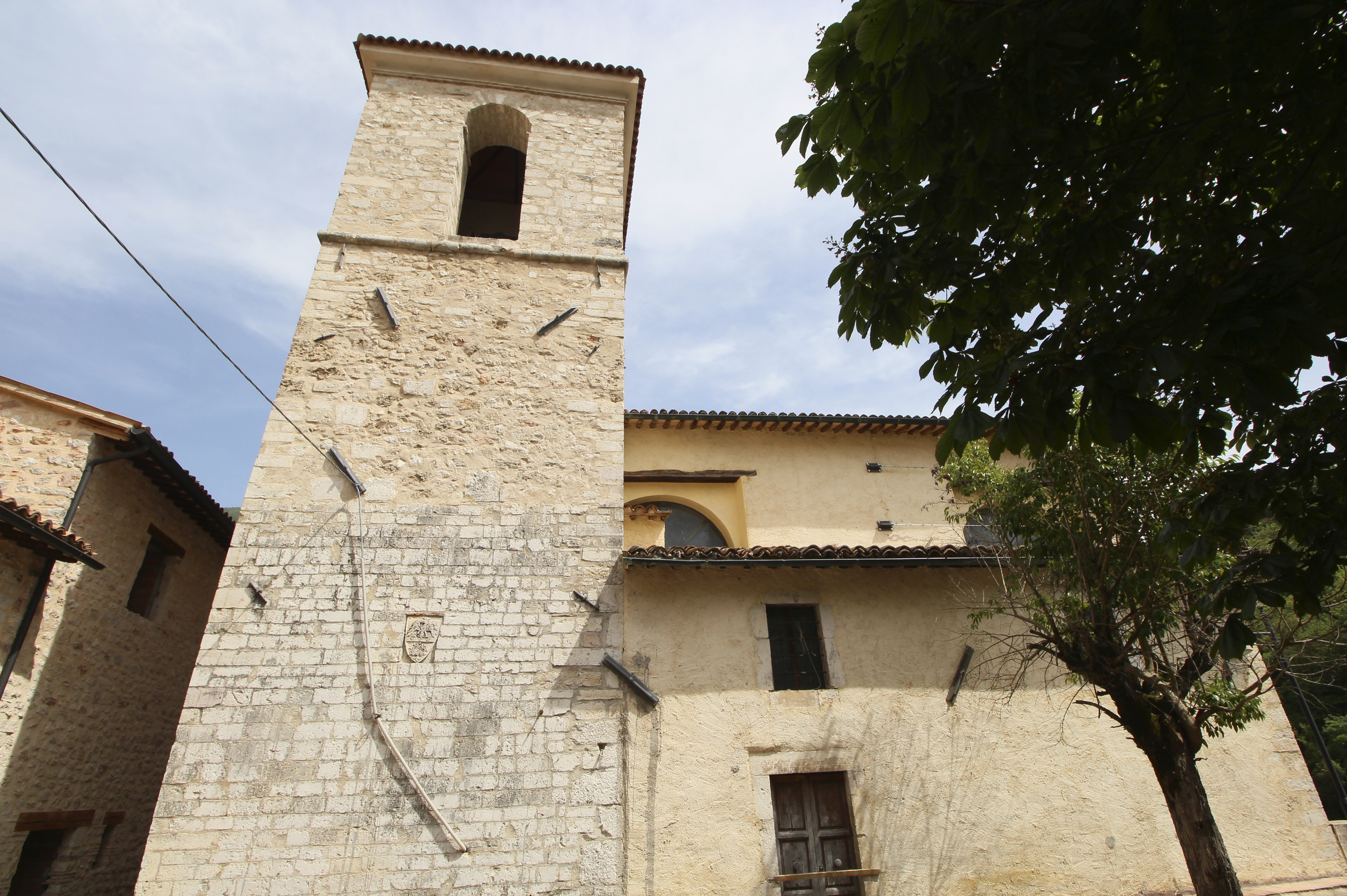
کلیسای سانتا کاترینا
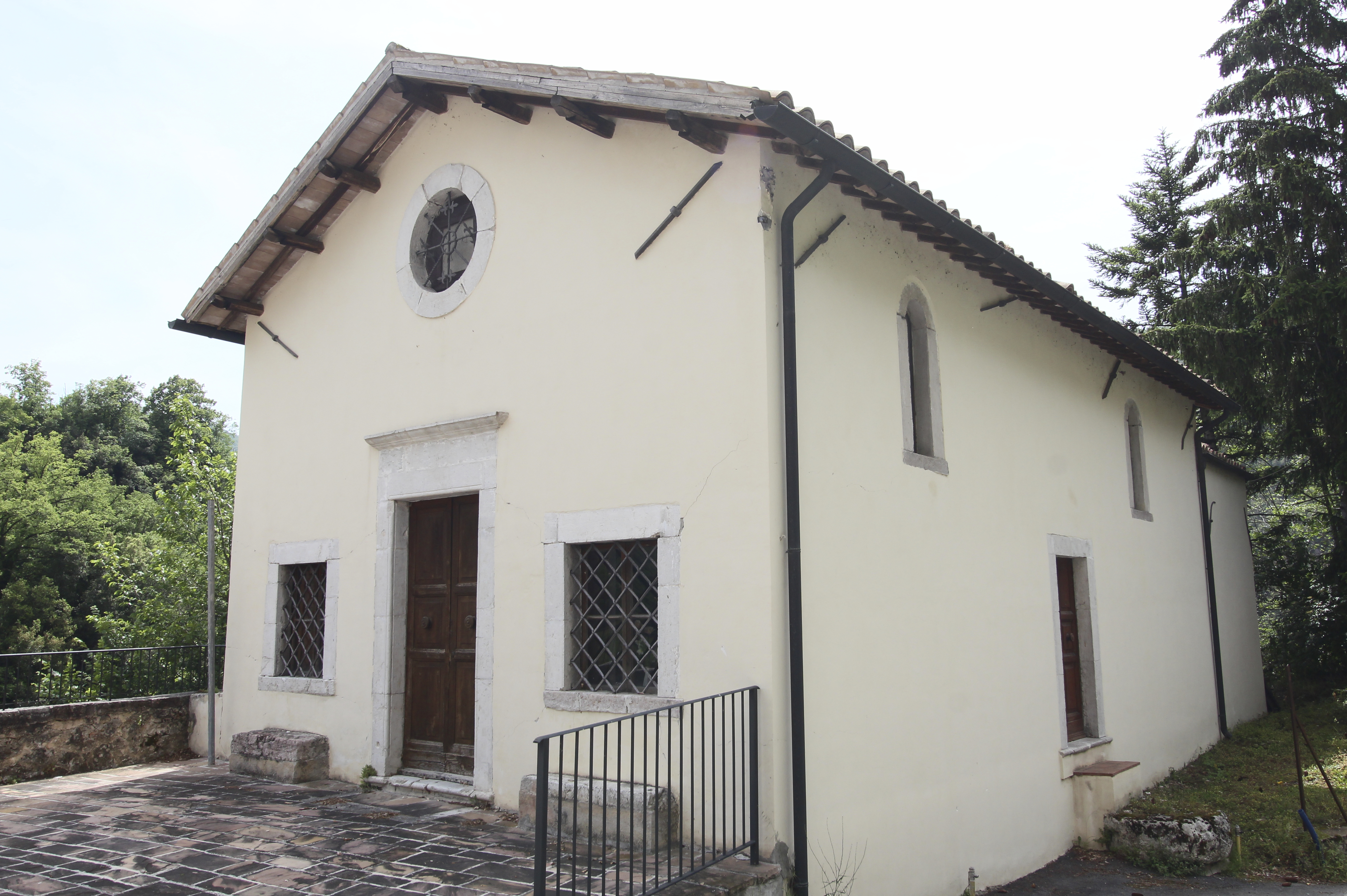
کلیسای مادونا دله گرازیه